# 2013년 10월
| 2013년: 1월 · 2월 · 3월 · 4월 · 5월 · 6월 · 7월 · 8월 · 9월 · 10월 · 11월 · 12월 |

| <          | 2013년 10월 | 2013년 10월 | 2013년 10월 | 2013년 10월 | 2013년 10월 | >          |
| 일         | 월          | 화          | 수          | 목          | 금          | 토         |
|            |             | 1 8.27 경자 | 2 28 신축   | 3 29 임인   | 4 30 계묘   | 5 9.1 갑진 |
| 6 2 을사   | 7 3 병오    | 8 4 정미    | 9 5 무신    | 10 6 기유   | 11 7 경술   | 12 8 신해  |
| 13 9 임자  | 14 10 계축  | 15 11 갑인  | 16 12 을묘  | 17 13 병진  | 18 14 정사  | 19 15 무오 |
| 20 16 기미 | 21 17 경신  | 22 18 신유  | 23 19 임술  | 24 20 계해  | 25 21 갑자  | 26 22 을축 |
| 27 23 병인 | 28 24 정묘  | 29 25 무진  | 30 26 기사  | 31 27 경오  |             |            |

| - 10월 4일 - 이중희 (前 국회의원) - 보응우옌잡 (前 베트남 장군) - 10월 27일 - 루 리드 (前 미국 가수) - 10월 30일 - 대한민국 재보궐 선거 편집하기 |

## 2013년 10월 31일 (목요일)
- 미국 월드시리즈에서 보스턴 레드삭스가 우승을 차지하다

## 2013년 10월 30일 (수요일)
재해
- 서유럽에서 시속 191km에 달하는 폭풍 세인트 주드의 영향으로 13명의 사망자와 단전 등의 피해가 발생하다.

교통
- 튀르키예 보스포루스 해협을 횡단하는 마르마라이 터널이 개통되다.

## 2013년 10월 27일 (일요일)
스포츠
- 제바스티안 페텔이 포뮬러 원 시즌에서 4년 연속 우승을 차지하다.

## 2013년 10월 25일 (금요일)
정치
- 보시라이 전 중국 충칭시 당 서기가 상소심에서도 패소하여 무기징역이 확정되다.

## 2013년 10월 22일 (화요일)
IT
- 애플이 아이패드 에어를 공개하다.

## 2013년 10월 19일 (토요일)
사고
- 튀르키예에서 최대 명절인 희생제 연후 기간(10.12 ~ 10.18)에 일어난 교통사고로 104명의 사망자를 포함한 640여 명의 사상자가 발생하다.

## 2013년 10월 16일 (수요일)
사고
- 라오스 비엔티안을 출발해 팍세로 가던 항공기가 메콩강에 추락하여 승무원 5명을 포함한 탑승객 49명 전원이 사망하는 사고가 발생하다.

## 2013년 10월 15일 (화요일)
재해
- 필리핀

## 2013년 10월 14일 (월요일)
경제
- 자산 가격의 경험적 분석을 세운 공로로 유진 파마, 라스 피터 한센, 로버트 쉴러가 노벨 경제학상의 공동 수상자로 선정되다.

## 2013년 10월 11일 (금요일)
사회
- 시리아 화학무기 폐기에 공헌한 공로로 화학무기금지기구가 노벨 평화상의 수상자로 선정되다.

## 2013년 10월 10일 (목요일)
문학
- 단편 소설 작가인 앨리스 먼로가 노벨 문학상의 수상자로 선정되다.

경제
- 한국은행 금융통화위원회가 기준금리를 2.50%로 동결하다.

## 2013년 10월 9일 (수요일)
과학
- 컴퓨터로 화학 반응을 예측하고 이해하는데 있어 이론적 기초를 제공한 공로로 마틴 카플러스, 마이클 레빗, 아리 워셜이 노벨 화학상의 공동 수상자로 선정되다.

## 2013년 10월 8일 (화요일)
과학
- 힉스입자의 존재를 가설로 제시한 공로로 프랑수아 앙글레르, 피터 힉스가 노벨 물리학상의 공동 수상자로 선정되다.

## 2013년 10월 7일 (월요일)
과학
- 세포 활동에 필요한 단백질의 운송 경로와 그 메커니즘을 밝힌 공로로 제임스 로스먼, 랜디 셰크먼, 토마스 쥐트호프가 노벨 생리학·의학상의 공동 수상자로 선정되다.

정치
- APEC 정상회의가 인도네시아의 마나도와 발리에서 이틀에 걸쳐 개최되다.

## 2013년 10월 2일 (수요일)
정치
- 감비아가 영국 연방을 탈퇴하다.

## 2013년 10월 1일 (화요일)
경제
- 동양그룹의 계열사인 주식회사 동양, 동양레저, 동양인터내셔널, 동양시멘트, 동양네트웍스가 이틀에 걸쳐 기업회생절차를 신청하다.

정치
- 미국 연방정부가 새 회계연도 예산안을 처리하지 못해 셧다운되어 일부 기능이 정지하다.